# Частота голоса
VF (англ. Voice Frequency — частота голоса) — речевая полоса частот, одна из звуковых частот, использующаяся для передачи голоса.
В телефонии используется полоса частот от 300 Гц до 3400 Гц, из-за того что форманты, определяющие разборчивость речи, расположены в основном в этой полосе частот. Именно по этой причине частоты электромагнитного спектра между 300 и 3400 Гц также называются голосовыми частотами (несмотря на то, что это электромагнитное излучение, а не акустическое). Для передачи одного канала голосовой частоты, включая защитную полосу частот, обычно выделяют полосу пропускания 4 кГц, допускающую частоту дискретизации 8 кГц для использования в импульсно-кодовой модуляции в телефонной сети общего пользования.

## Фундаментальная частота
Голос типичного взрослого мужчины имеет фундаментальную частоту (нижнюю) от 85 до 155 Гц, типичной взрослой женщины от 165 до 255 Гц. Таким образом, фундаментальная частота большинства голосов ниже нижнего предела «голосовой частоты», определённой выше, тем не менее обертоны создают впечатление слышимости фундаментального тона.